# Antoine Mariotte
Pour les articles homonymes, voir Mariotte.
Antoine Mariotte  est un compositeur français, né à Avignon (Vaucluse) le 22 décembre 1875 et mort à Izieux (Loire) le 30 novembre 1944.

## Biographie
Après ses études à l'école Saint-Michel de Saint-Étienne, il est reçu à l'École navale à 15 ans et demi et en sort 2e de sa promotion.
En 1894, lors de la croisière sur la frégate Iphigénie, le jeune aspirant écrit à un ami : « Je regrette la musique : vois-tu, si j'avais eu de la fortune, je serais allé au Conservatoire. » Partagé entre sa vie de marin et la musique, il travaille l'harmonie. Il prend part aux campagnes sur le Forfait dans les mers de Chine puis sur le Vinh-Long où il assiste aux derniers épisodes de la guerre sino-japonaise. Il en rapporte une esquisse qui devient une suite intitulée Kakémonos, écrite initialement pour le piano, plus tard orchestrée et exécutée aux Concerts Poulet le 29 janvier 1923 (Panorama, Geishas, Temple au Crépuscule, Fête).
C'est en Orient qu'il lit la pièce d'Oscar Wilde, Salomé, et qu'il envisage de la mettre en musique. Revenu en Europe, il embarque sur le Marceau puis sur le Magenta où il a, enfin, un petit piano grâce à l'amiral Gervais. Il obtient un congé de six mois et suit, au conservatoire en tant qu'auditeur, les cours de Charles-Marie Widor qui lui présentera plus tard José de Bérys. Après avoir sollicité une prolongation de son congé, il démissionne de la Marine en 1897. Il entre à la Schola Cantorum où il reçoit l'enseignement de Vincent d'Indy qui lui trouve, entre autres, un emploi inattendu de pianiste chez le comte de Chambrun, fondateur du Musée social, à qui il joue chaque jour, pendant 60 minutes exactement, les œuvres classiques, notamment les 32 sonates de Beethoven interprétées par ordre chronologique.
À cause de la santé de sa mère, il revient à Saint-Étienne et y enseigne le piano, devient organiste, dirige l'association symphonique et écrit une opérette Armande. Nommé professeur de piano au conservatoire de Lyon, il achève la partition de Salomé croyant être en règle avec les héritiers de Wilde et l'éditeur Methuen. En effet, après avoir obtenu l'accord des ayants droit du dramaturge anglais, Richard Strauss découvre à son tour la pièce et demande à son éditeur Fürstner d'en acquérir les droits. La succession de Wilde, particulièrement compliquée, donne lieu à un procès qui tourne à l'avantage des ayants droit contactés par Fürstner. Mariotte apprend que Fürstner s'oppose à la représentation de la « Salomé française » et à la suite d'un voyage à Berlin, il obtient la permission de faire jouer son ouvrage pendant une saison, à condition de verser 40 % de ses droits à Richard Strauss, 10 % à Fürstner et de remettre à la clôture de cette saison toutes les partitions et le matériel d'orchestre à Fürstner pour être anéanties. Romain Rolland, ayant lu un article de Mariotte dans la Revue internationale de musique, le conseille et obtient de Strauss un acte de générosité. Ainsi, le 30 octobre 1908, avec Mlle de Wailly dans le rôle de Salomé, l'œuvre de Mariotte est présentée au Grand-Théâtre de Lyon et a du succès. Elle est reprise à Paris en 1910 à la Gaîté-Lyrique, tandis que la Salomé de Strauss est à l'affiche de l'Opéra. Après avoir été jouée à Nancy, au Havre, à Marseille, à Genève, à Prague, la Salomé de Mariotte est représentée à l'Opéra de Paris le 1er juillet 1919 avec pour interprète Lucienne Bréval.
Au moment de la guerre, il est envoyé à Salonique et attrape le paludisme. La paix revenue, il prend en 1920 la direction du Conservatoire d'Orléans, où il transmet tout son savoir à René Berthelot, qui lui succédera. Puis il prend la direction de l'Opéra-Comique en 1937 jusqu’à la guerre de 1939.

## Ses œuvres

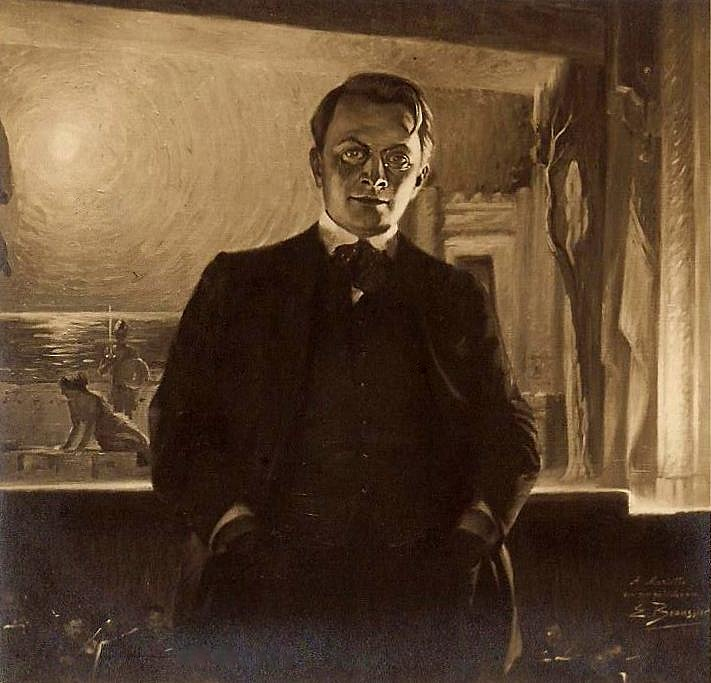
Le Compositeur Antoine Mariotte, peint par Émile Beaussier en 1913

En 1913, il donne à Lyon son deuxième ouvrage, le Vieux Roi sur un livret de Rémy de Gourmont, qui, malgré le succès de sa première représentation, n'a plus été produit à la suite d'une plaisanterie lancée par un spectateur déclenchant un rire général à la troisième représentation.
Outre Nele Dooryn (livret de Camille Mauclair), un opéra comique en 1912, Léontine sœurs (livret d'A. Acremant), une opérette jouée au Trianon en 1924, il faut citer Esther, princesse d'Israël sur un livret d'André Dumas et Sébastien-Charles Leconte, créé à l'Opéra le 28 avril 1925 sur des décors de Georges Mouveau et Gargantua représenté pour la première fois à Paris au théâtre national de l'Opéra-Comique le 17 février 1935 avec cent-quatre costumes dessinés par René Gontran Ranson.
En 1930, il écrit une Cantate pour le centenaire de la Conquête de l'Algérie exécutée à Alger dans l'enthousiasme des fêtes.
En 1934, il représente ses Impressions Urbaines écrites pour le piano et jouées par Édouard Risler en 1921, qui trouvent sous la forme du poème symphonique un élargissement bénéfique. Il faut mentionner aussi Paysage Maritime, une « esquisse pour harpe et orchestre », qui devait commencer une symphonie maritime qu'il n'a jamais terminée. 
Une sonate en fa dièse pour le piano et des mélodies.

## Sources
- René Dumesnil, « L'aube du XXe siècle » in Histoire de la musique, t. IV.
- Antoine Mariotte, Gargantua, partition chant et piano, Paris, Heugel, 1935, 412 pages.